# Liste der Monuments historiques in Châtillon (Hauts-de-Seine)
Die Liste der Monuments historiques in Châtillon (Hauts-de-Seine) führt die Monuments historiques in der französischen Gemeinde Châtillon auf.

## Liste der Bauwerke
| Bezeichnung                         | Beschreibung | Standort                    | Kennzeichnung | Schutzstatus | Datum | Bild           |
| ----------------------------------- | ------------ | --------------------------- | ------------- | ------------ | ----- | -------------- |
| Kirche Saint-Philippe-Saint-Jacques |              | 1, Place de l’Eglise (Lage) | PA00088090    | Inscrit      | 1928  | weitere Bilder |
| Kirche Notre-Dame-du-Calvaire       |              | 2, avenue de la Paix (Lage) | PA92000012    | Inscrit      | 2004  | weitere Bilder |
| Folie Desmares                      |              | 17, rue de la Gare (Lage)   | PA00088091    | Inscrit      | 1987  | weitere Bilder |
| Treuil de carrière                  |              | 19, rue Ampère (Lage)       | PA00088177    | Inscrit      | 1992  | weitere Bilder |

## Liste der Objekte
- Monuments historiques (Objekte) in Châtillon (Hauts-de-Seine) in der Base Palissy des französischen Kultusministeriums